# Грайндль, Йозеф
Йозеф Грайндль (нем. Josef Greindl; 23 декабря 1912, Мюнхен, Германская империя — 16 апреля 1993, Вена, Австрия) — немецкий певец (бас).
Учился в Мюнхенской музыкальной академии. В 1936 году дебютировал в Крефельде в опере Рихарда Вагнера «Валькирия» (партия Хундинга). В 1938—1942 годах выступал в Дюссельдорфе. В 1941—1948 годах — член ансамбля Берлинской государственной оперы, в 1948 году перешёл в Берлинскую городскую оперу (впоследствии — Немецкая опера), где выступал до 1970 года.
С 1956 года входил также в ансамбль Венской государственной оперы. Гастролировал в Милане, Буэнос-Айресе, Нью-Йорке и т. д. С 1961 года преподавал в Высшей музыкальной школе города Саарбрюккена. С 1974 года — профессор Высшей музыкальной школы Вены.
В 1943 году впервые появился на Байройтском фестивале, очень много выступал там после Второй мировой войны, исполняя партии Хундинга, Хагена, Фазольта и Фафнира в «Кольце Нибелунга», Погнера и Закса в «Нюрнбергских мейстерзингерах», Ландграфа в «Тангейзере», Даланда в «Летучем голландце», Гурнеманца и Титуреля в «Парсифале», короля Генриха в «Лоэнгрине», короля Марка в «Тристане и Изольде». На Зальцбургском фестивале Грайндль исполнял партии Зарастро в «Волшебной флейте», Рокко в «Фиделио», Командора в «Дон Жуане». Грайндль принимал участие в премьерах опер современных композиторов, а также выступал на многочисленных концертах.
Благодаря чувству стиля, чёткости дикции и выразительности пения Йозеф Грайндль добился большого успеха как в серьёзных, так и в комических партиях.